# Entschenkopf
L'Entschenkopf est une montagne culminant à 2 043 m d'altitude dans les Alpes d'Allgäu.
Il peut être atteint à la fois par le nord (depuis le Falkenjoch) ou par le sud (depuis l'Oberen Gaisalpsee). Les deux voies nécessitent du matériel pour l'ascension.